# Haliplus rejseki
Haliplus rejseki is een keversoort uit de familie watertreders (Haliplidae). De wetenschappelijke naam van de soort is voor het eerst geldig gepubliceerd in 2003 door Štastný & Boukal.